# Grand Prix automobile de Belgique 1989
GP précédent GP suivant
Le Grand Prix automobile de Belgique 1989 (Champion Belgian Grand Prix), disputé sur le circuit de Spa-Francorchamps situé près de Spa en Belgique le 27 août 1989, est la trente-sixième édition du Grand Prix, le 479e épreuve du championnat du monde de Formule 1 couru depuis 1950 et la onzième manche du championnat 1989.

## Course

### Classement de la course
| Pos. | No | Pilote                | Écurie                | Tours | Temps/Abandon                      | Grille | Points |
| ---- | -- | --------------------- | --------------------- | ----- | ---------------------------------- | ------ | ------ |
| 1    | 1  | Ayrton Senna          | McLaren-Honda         | 44    | 1 h 40 min 54 s 196 (181,576 km/h) | 1      | 9      |
| 2    | 2  | Alain Prost           | McLaren-Honda         | 44    | + 1 s 304                          | 2      | 6      |
| 3    | 27 | Nigel Mansell         | Ferrari               | 44    | + 1 s 824                          | 6      | 4      |
| 4    | 5  | Thierry Boutsen       | Williams-Renault      | 44    | + 54 s 408                         | 4      | 3      |
| 5    | 19 | Alessandro Nannini    | Benetton-Ford         | 44    | + 1 min 08 s 805                   | 7      | 2      |
| 6    | 9  | Derek Warwick         | Arrows-Ford           | 44    | + 1 min 18 s 316                   | 10     | 1      |
| 7    | 15 | Mauricio Gugelmin     | March-Judd            | 43    | + 1 tour                           | 9      |        |
| 8    | 36 | Stefan Johansson      | Onyx-Ford             | 43    | + 1 tour                           | 15     |        |
| 9    | 23 | Pierluigi Martini     | Minardi-Ford          | 43    | + 1 tour                           | 14     |        |
| 10   | 20 | Emanuele Pirro        | Benetton-Ford         | 43    | + 1 tour                           | 13     |        |
| 11   | 22 | Andrea De Cesaris     | BMS Dallara-Ford      | 43    | + 1 tour                           | 18     |        |
| 12   | 16 | Ivan Capelli          | March-Judd            | 43    | + 1 tour                           | 19     |        |
| 13   | 26 | Olivier Grouillard    | Ligier-Ford           | 43    | + 1 tour                           | 26     |        |
| 14   | 3  | Jonathan Palmer       | Tyrrell-Ford          | 42    | + 2 tours                          | 21     |        |
| 15   | 24 | Luis Pérez-Sala       | Minardi-Ford          | 41    | + 3 tours                          | 25     |        |
| 16   | 30 | Philippe Alliot       | Larrousse-Lamborghini | 39    | Pression d'huile                   | 11     |        |
| Abd. | 10 | Eddie Cheever         | Arrows-Ford           | 38    | Roue                               | 24     |        |
| Abd. | 37 | Bertrand Gachot       | Onyx-Ford             | 21    | Accident                           | 23     |        |
| Abd. | 6  | Riccardo Patrese      | Williams-Renault      | 20    | Collision                          | 5      |        |
| Abd. | 29 | Michele Alboreto      | Larrousse-Lamborghini | 19    | Collision                          | 22     |        |
| Abd. | 21 | Alex Caffi            | BMS Dallara-Ford      | 13    | Sortie de piste                    | 12     |        |
| Abd. | 7  | Martin Brundle        | Brabham-Judd          | 12    | Freins                             | 20     |        |
| Abd. | 28 | Gerhard Berger        | Ferrari               | 9     | Sortie de piste                    | 3      |        |
| Abd. | 8  | Stefano Modena        | Brabham-Judd          | 9     | Tenue de route                     | 8      |        |
| Abd. | 25 | René Arnoux           | Ligier-Ford           | 4     | Collision                          | 17     |        |
| Abd. | 4  | Johnny Herbert        | Tyrrell-Ford          | 3     | Sortie de piste                    | 16     |        |
| Nq.  | 12 | Satoru Nakajima       | Lotus-Judd            |       | Non qualifié                       |        |        |
| Nq.  | 11 | Nelson Piquet         | Lotus-Judd            |       | Non qualifié                       |        |        |
| Nq.  | 38 | Christian Danner      | Rial-Ford             |       | Non qualifié                       |        |        |
| Nq.  | 39 | Pierre-Henri Raphanel | Rial-Ford             |       | Non qualifié                       |        |        |
| Npq. | 17 | Nicola Larini         | Osella-Ford           |       | Non préqualifié                    |        |        |
| Npq. | 18 | Piercarlo Ghinzani    | Osella-Ford           |       | Non préqualifié                    |        |        |
| Npq. | 31 | Roberto Moreno        | Coloni-Ford           |       | Non préqualifié                    |        |        |
| Npq. | 40 | Gabriele Tarquini     | AGS-Ford              |       | Non préqualifié                    |        |        |
| Npq. | 34 | Bernd Schneider       | Zakspeed-Yamaha       |       | Non préqualifié                    |        |        |
| Npq. | 35 | Aguri Suzuki          | Zakspeed-Yamaha       |       | Non préqualifié                    |        |        |
| Npq. | 41 | Yannick Dalmas        | AGS-Ford              |       | Non préqualifié                    |        |        |
| Npq. | 33 | Gregor Foitek         | Eurobrun-Judd         |       | Non préqualifié                    |        |        |
| Npq. | 32 | Enrico Bertaggia      | Coloni-Ford           |       | Non préqualifié                    |        |        |

### Pole position et record du tour
- Pole position :  Ayrton Senna (McLaren-Honda) en 1 min 50 s 867 (vitesse moyenne : 225,351 km/h)[2].
- Meilleur tour en course :  Alain Prost (McLaren-Honda) en 2 min 11 s 571 au 44e tour (vitesse moyenne : 189,890 km/h)[3].

### Tours en tête
- Ayrton Senna (McLaren-Honda) : 44 tours (1-44)[4].

## Statistiques
- 19e victoire pour Ayrton Senna.
- 78e victoire pour McLaren en tant que constructeur.
- 50e victoire pour Honda en tant que motoriste.
- 100e départ de Thierry Boutsen, pour son Grand Prix national.